# Banica (Uście Gorlickie)
Pour les articles homonymes, voir Banica.
Banica (prononciation : [baˈɲit͡sa]) est une localité polonaise de la voïvodie de Petite-Pologne et du powiat de Gorlice. Elle est le chef-lieu de la gmina d'Uście Gorlickie[réf. nécessaire].